# Lonchaea gachilbong
Lonchaea gachilbong är en tvåvingeart som beskrevs av Macgowan 2007. Lonchaea gachilbong ingår i släktet Lonchaea och familjen stjärtflugor.
Artens utbredningsområde är Sydkorea. Inga underarter finns listade i Catalogue of Life.